# أزمة المياه في هندوراس
أزمة المياه في هندوراس هي مشكلة ندرة المياه المادية والاقتصادية في هندوراس.

## مشكلة أزمة المياه
هناك أزمة مائية منتشرة في العديد من الدول النامية. ومع نمو المدن والأحياء الفقيرة بمعدل ينذر بالخطر، يؤدي عدم الوصول إلى المياه النظيفة والصرف الصحي إلى قتل الآلاف، فضلاً عن الحد من نوعية حياة العديد من سكان هندوراس.

## التركيبة السكانية
اعتبارًا من عام 2010، تعد هندوراس دولة يبلغ عدد سكانها حوالي 7.6 مليون نسمة، منها يعيش أكثر من 50٪ في المناطق الريفية.

## الوصف
يقع حوض نهر جواتروب في جنوب هندوراس. وهو منطقة تواجه الجفاف الشديد بسبب ارتفاع درجات الحرارة وانخفاض معدل هطول الأمطار السنوي. هذا مت يعد تغيراً عن المناطق الساحلية في هندوراس التي تتمتع بهطول الأمطار السنوية العالية ودرجات الحرارة المنخفضة نسبيا.

## مشكلة
تبلغ نسبة تغطية المياه في هندوراس حوالي 80 ٪ من مجموع سكانها ونحو 70 ٪ في المناطق الريفية. إن المستوى الحالي من الصرف الصحي للمياه وكميتها غير كافٍ؛ حيث يكون 90٪ من إمدادات المياه متقطعة وغير موثوقة. في المناطق الريفية، 44 ٪ من المياه تصل إلى المعايير الصحية بسبب عدم وجود مراقبة جودة المياه. وتتحسن تغطية الصرف الصحي في هندوراس، حيث بلغت 68٪ من إجمالي السكان ولكن 50٪ فقط من سكان الريف.
بالإضافة إلى ذلك، تعاني هذه المنطقة من إزالة الغابات على نطاق واسع، مما يقلل من معدل الاحتفاظ بالمياه في التربة مما يؤدي بدوره إلى ضعف العائدات على زراعة المحاصيل والقضايا الصحية والفقر. ويؤدي الافتقار إلى البنية التحتية والموارد اللازمة لجمع مياه الأمطار في حوض نهر جواتروب إلى تفاقم هذه المشكلة.

## الوضع الراهن
في عام 1998، تضررت هندوراس من إعصار ميتش الذي ترك 75٪ من البلاد دون مياه شرب آمنة، ولم تتعافى البلد بعد من الأضرار التي لحقت بالبنية التحتية التي تسبب فيها. حاليا، تفتقر البنية التحتية والرعاية الصحية الأساسية ولا تزال أعمال الإصلاح مستمرة. في الوضع الراهن يوجد 1.2 مليون شخص في هندوراس لا يستطيعون الوصول إلى مصادر المياه المحسنة. أدى الانقلاب العسكري في عام 2009 إلى اضطرابات سياسية واقتصادية، مما زاد من سوء حالة المياه في البلاد. وإلى جانب الافتقار إلى البنية التحتية، تعتبر المعايير الصحية في هندوراس سيئة.
أدى النقص الحاد في المياه إلى الكثير من الصعوبات بين السكان المحليين، وخاصةً في المناطق الريفية. الإسهال والتهاب الكبد هي بعض الأمراض المتفشية، خاصةً بين الشباب والتي يمكن أن تكون قاتلة في بعض الحالات.
في القرى الريفية، تقضي النساء ما يصل إلى 6 ساعات من العمل العمل لجلب مياه نظيفة يمكن استخدامها في أغراض تعليمية وتنموية. ويسهم عدم الحصول على المياه النظيفة إلى حد كبير في الفقر وسوء الصحة في هندوراس. على الرغم من خطورة الأزمة، فإن الحكومة غير قادرة على تنفيذ برامج مفيدة لتخفيف العوز في البلاد، وخاصة أولئك الذين يعيشون في المناطق الريفية.

## مؤسسة ون دروب

### المقدمة
منظمة ون دروب هي منظمة غير حكومية تهدف إلى محاربة الفقر من خلال توفير إمكانية الوصول إلى المياه للمحتاجين. هدف آخر للمنظمات غير الحكومية المذكورة هو زيادة الوعي حول أزمة المياه لإبلاغ الحاجة للتعبئة من أجل ضمان حصول جميع الأفراد على كمية كافية من المياه المأمونة في الحاضر والمستقبل. ولتحقيق ذلك تشارك ون دروب بنشاط في جمع التبرعات من خلال أحداث مثل لا سواغي ون دروب والاستفادة من منصة وسائط شعبية مثل الفيسبوك وتويتر و يوتيوب وفليكر. تقوم شركة لا سواغي ون دروب حالياً بتنفيذ تسعة مشاريع في كل من البلدان المتقدمة والنامية.